# Pantoporia hordonia
Pantoporia hordonia är en fjärilsart som beskrevs av Stoll 1790. Pantoporia hordonia ingår i släktet Pantoporia och familjen praktfjärilar. Inga underarter finns listade i Catalogue of Life.

## Bildgalleri

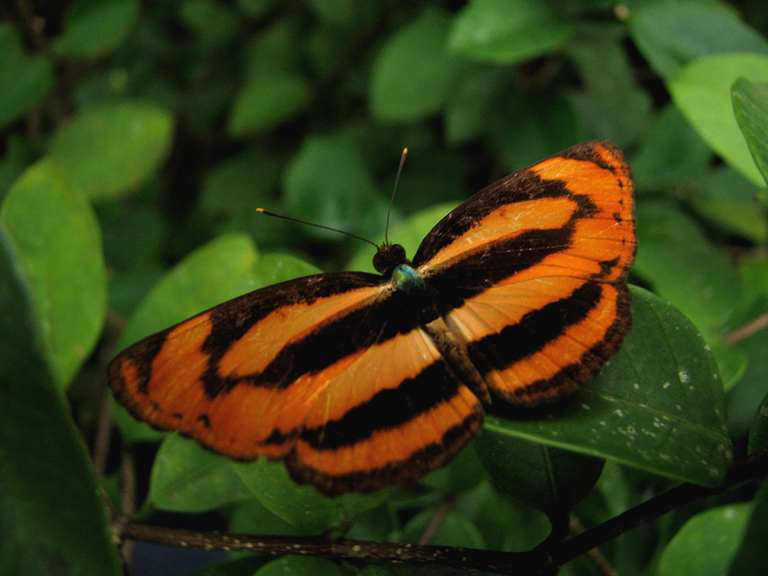
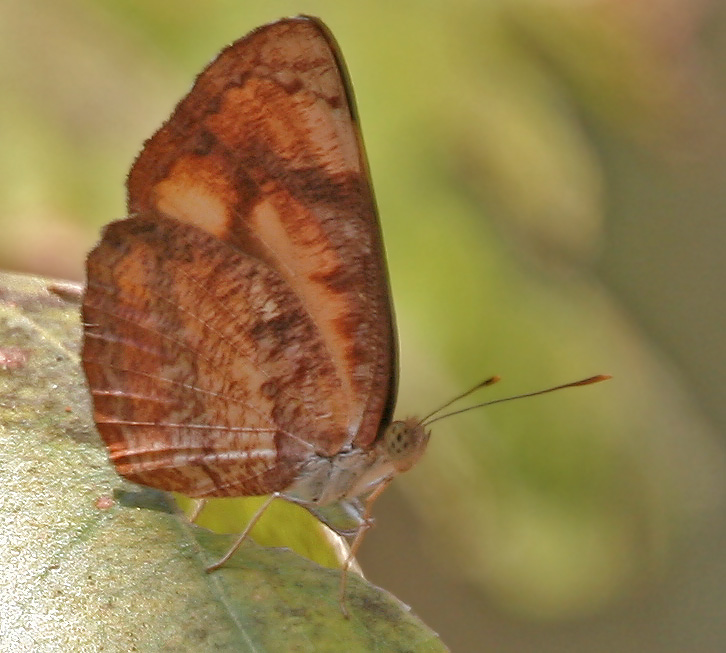